# خنفساء الدقيق الصدئية
خنفساء الدقيق الصدئية أو خنفساء الطحين الصدئية الحمراء (الاسم العلمي Tribolium castaneum) هي خنفساء شائعة في الحبوب والدقيق.

## الوصف
تعتبر خنفساء الدقيق الصدئية من أكثر الخنافس ظهورًا في مخازن الدقيق والقمح بمناطق المملكة العربية السعودية وهي حشرة صغيرة يتراوح طولها مابين 3 إلى 4 مم وذات شكل بيضوي مبطط وهي بنية اللون وذات أغماد مخططة طولية وتتميز عقلة قرن الاستشعار الأخيرة بكونها متضخمة نسبيًا.
تعيش الحشرات البالغة مدة 6 أشهر بالمتوسط لكن قد تمتد حياتها إلى أكثر من سنة وخلال هذه المدة يحدث التزاوج والتكاثر عدة مرات وتضح الأنثى بيضًا لزجًا في المادة الغذائية أو في شقوق جدران المخازن ويتراوح عدد بيضها خلال كامل حياتها مابين 300 إلى 900 بيضة اعتمادًا على الظروف البيئة المحيطة ويفقس البيض خلال فترة تتراوح ما بين 6 إلى 12 يومًا على حسب درجات الحرارة والرطوبة النسبية ليعطي يرقات اسطوانية بيضاء مائلة إلى الصفرة وينتهي بطنها بشوكتين قصيرتين وتنسلخ 5 - 7 مرات، وتتحول إلى عذراء عارية من دون شرنقة وتمر بمرحلة سكون تستغرق 7 - 15 يومًا قبل انسلاخها إلى حشرة كاملة.
تتغذى الحشرة ويرقاتها على الحبوب المكسورة والحبوب التي سبق أصابتها بالحشرات حيث أنها تعجز عن ثقب الحبوب السليمة وتكسبها رائحة غير مرغوب فيها فضلًا عن تلويثها بالفضلات و جلود الانسلاخ والأفراج الميتة منها وتصيب أيضًا الفول السوداني والبن والتوابل والفواكه المجففة وتفضل وضع الجنين في الحبوب.